# هرالتس (ناحیه ژدار ناد سازاوو)
هرالتس (به چکی: Herálec) یک منطقهٔ مسکونی در جمهوری چک است که در ناحیه ژدار ناد سازاووو واقع شده‌است. هرالتس ۲۳٫۸۵ کیلومتر مربع مساحت و ۱٬۳۰۸ نفر جمعیت دارد و ۶۴۲ متر بالاتر از سطح دریا واقع شده‌است.